# Amt Potsdam
Das Amt Potsdam war ein kurfürstlich-brandenburgisches, später königlich-preußisches Domänenamt mit Sitz in der brandenburgischen Landeshauptstadt Potsdam, später in Bornim (heute Stadtteil von Potsdam). Es ging aus der Vogtei Potsdam hervor, dem Verwaltungsgebiet des Vogts der landesherrlichen Burg in Potsdam. Bereits ab dem 15. Jahrhundert wechselte der Name von Vogtei Potsdam zu Amt Potsdam. Das ursprüngliche Amt Potsdam war auf die Stadt Potsdam und deren nächste Umgebung sowie auf zwei Orte bei Potsdam beschränkt. Durch Zukäufe, vor allem in der zweiten Hälfte des 17. Jahrhunderts, wuchs das Amtsgebiet stark an. Von diesem erweiterten Amtsgebiet wurden 1734 das Amt Fahrland und das Amt Bornstedt abgetrennt. 1826 wurden das Amt Saarmund und das Amt Bornstedt wieder mit dem Amt Potsdam vereinigt. Das frühere Amtsgebiet erstreckte sich daher nicht nur auf Teile des heutigen Stadtgebietes von Potsdam, sondern auch in die Nachbarkreise Havelland, Potsdam-Mittelmark und Teltow-Fläming sowie auf das Gebiet von Stadt und Land Berlin. Das Amt Potsdam wurde 1872/1874 aufgelöst.

## Geschichte
Das Amt Potsdam hatte seine Keimzelle in der Burg Potsdam, zu der auch ein Burgbezirk gehörte. Ein vom Landesherrn eingesetzter Vogt verwaltete Burg und Burgbezirk. Er zog die Abgaben ein, sprach Recht und musste auch die Burg instand halten. Dazu standen ihm gewisse Einnahmen aus dem Burgbezirk zu, die aber nicht allein sein persönliches Einkommen waren, sondern mit denen er auch einige Bedienstete bezahlen musste. In späteren Zeiten wurde die Vogtei mit ihren Einnahmen vom Landesherrn auch verpfändet oder auf Wiederkauf verkauft, um eventuelle Schulden zu begleichen. Erst gegen Ende des 17. Jahrhunderts wurden besoldete Amtmänner eingesetzt. Ende des 18. Jahrhunderts wurde das Amt auch in Generalpacht vergeben. Die Bezeichnung des Verwaltungsbeamten wechselte sehr früh von Vogt zu Hauptmann (schon im Laufe des 14. Jahrhunderts), dann zu Amtmann (im 17. Jahrhundert), wobei es aber keine fest definierten Zeitgrenzen gibt.

### Vogtei und Amt Potsdam im Spätmittelalter
1323 verkaufte Herzog Rudolf von Sachsen, der nach dem Tod des letzten askanischen Markgrafen Waldemar einen Teil der Mark Brandenburg besetzt hielt, Stadt und Insel Potsdam sowie die Dörfer Bornstedt, Golm, Grube, Bornim und die Höfe Eiche und Elrich mit allen Rechten, Ober- und Untergerichten und den Patronatsrechten der Kirchen an das Domkapitel in Brandenburg. Ob diese Übertragung allerdings je rechtswirksam wurde, ist zweifelhaft. Das Brandenburgische Namenbuch vermutet gar eine Urkundenfälschung. Wie dem auch sei, 1345 war Potsdam wieder im Besitz des brandenburgischen Markgrafen Ludwig I. Er gab der Stadt die Zusicherung, sie niemals zu verpfänden und ihre Rechte zu schützen. Doch an dieses Versprechen hielten sich seine Nachfolger nicht. Potsdam und das Amt Potsdam wurden die wohl am meisten verpfändeten und/oder auf Wiederkauf verkauften Objekte der Mark Brandenburg.
Schon 1349 verliehen der falsche Waldemar, die Herzöge Rudolf II. und Otto von Sachsen sowie die Fürsten Albrecht und Waldemar von Anhalt u. a. den Kietz bei Potsdam und Hebungen aus der Stadt Potsdam sowie die Hakemühle an Botho und Friedrich von Torgau zu Zossen. Das war der Beginn von einer langen Reihe von Verpfändungen von Stadt und Vogtei bzw. des Amtes Potsdam oder auch nur Teilen des Amtes Potsdam. In den meisten folgenden Fällen ist nur die Verpfändung urkundlich dokumentiert, nicht jedoch die Auslösung des Pfandes, so auch im oben angegebenen Fall.
Das Pfand muss in den folgenden Jahrzehnten jedoch wieder eingelöst worden sein, oder die von Torgau haben das Pfand weiterverkauft, denn 1373 war Henning von der Gröben nicht nur im Besitz der Burg Beuthen an der Nuthe, sondern auch im Besitz von Potsdam und seinem Zubehör. Das Landbuch von 1375 führt ihn als Besitzer der Burg Beuthen und der Insel Potsdam auf. Die von der Gröben waren schon 1304 im Besitz von Bornstedt. 1375 gehörten zur Vogtei Potsdam das Städtchen und die Burg Potsdam, der Kietz bei Potsdam und das später wüst gefallene Dorf Kammerode. Im 15. Jahrhundert wird als Zubehör noch die Hakemühle kurz vor der Mündung der Nuthe in die Havel und das Dorf Neuendorf bei Potsdam als Zubehör genannt.
Am 6. Januar 1400 stellten Wichard VI. von Rochow-Golzow und seine Frau Ilse eine Urkunde aus, in der sie bekanntgeben, dass sie nun für 400 Schock böhmischer Groschen Pfandbesitzer von Schloss, Stadt und Kietz Potsdam sind. 1411 bestätigte König Sigismund in seiner Stellung als Markgraf von Brandenburg die Privilegien und Rechte der Stadt Potsdam, und er sicherte den Bürgern von Potsdam zu, dass sie nicht vor auswärtigen Gerichten erscheinen müssen. 1412 befahl König Sigismund dem Wichard VI. von Rochow, dass Burggraf Friedrich berechtigt sei, das Pfand von Schloss, Stadt und Kietz Potsdam einzulösen. Anscheinend war Wichard VI. von Rochow aber diesem Befehl nicht nachgekommen, denn König Sigismund musste den Befehl im August des Jahres 1412 wiederholen. Markgraf Friedrich I. löste das Pfand schließlich bis 1416 ein und bestätigte die Rechte der Stadt Potsdam. Er bewilligte außerdem den Bau einer Brücke über die Havel zum Teltow hin. Mit der Bewilligung zum Brückenbau war das Recht verbunden, beim Passieren der Brücke Brückenzoll zu erheben.
1423 verlieh Markgraf Friedrich I. dem Nikolaus Tausentteschel die Rechte an einem Wehr bei Potsdam, die vorher ein Gronwald aus Potsdam innehatte und die Hebung von drei ale (alte?) und einen Schilling Pfenninge aus dem Kietz bei Potsdam. Nach dessen Tod sollte seine Frau Elisabeth Gutspechtin, wenn sie ihn überleben sollte, die genannten Abgaben und Rechte zum Leibgedinge haben. Der Fall trat ein und Elisabeth Gutspechtin verheiratete sich wieder mit Matthäus Bötzow. Kurfürst Friedrich dehnte nun 1442 das Leibgedinge auch auf ihren zweiten Ehemann aus. 1451 waren Elisabeth Gutspechtin und ihr Mann Matthäus Bötzow gestorben, und Markgraf Friedrich verlieh die Rechte und Einnahmen am Wehr zu Potsdam an seinen Kammermeister und Rat Georg von Waldenfels.
1426 verpfändeten Markgraf Friedrich I. und sein Sohn Johann Schloss, Städtchen und Amt Potsdam an Claus und Claus von Lattorf, und an Anna, die Frau des jüngeren Claus. Dabei gestattete er den Pfandnehmern, dass sie auch das an Heinrich Gliniken verpfändete Neuendorf und die Hakemühle wieder einlösen durften. Diese Pfandeinlösung scheint aber nicht wahrgenommen worden zu sein.
1429 verpfändete Markgraf Johann Schloss, Städtchen und Amt Potsdam erneut, dieses Mal an Otto von Bardeleben und gestattete ihm ebenfalls Neuendorf bei Potsdam und die Hakemühle einzulösen. Letzteres scheint nun geschehen zu sein, denn bei weiteren Verpfändungen Potsdams und des Amtes Potsdam war das Dorf Neuendorf bei Potsdam jeweils mit eingeschlossen.
1438 folgte die nächste Verpfändung des Amtes Potsdam. In diesem Jahr verpfändete der brandenburgische Kurfürst Friedrich II. Schloss, Stadt und Amt Potsdam sowie das Dorf Neuendorf bei Potsdam, die Hakemühle und einen Hof in Alt Langerwisch an Meinicke/Menecken von Rohr/Rore wegen einer noch von seinem Vater stammenden Schuld von 1.700 Rheinischen Gulden und 21 Goldgulden.
Nur zwei Jahre später (1440) ging das Pfand an Claus von der Groeben über. Anscheinend hatte Claus von der Groeben Probleme die Pfandsumme aufzubringen, denn er musste einen Teil des Amtes weiter versetzen an den Cöllner Bürger Bartholomäus Schume und seine Frau Katharina; Kurfürst Friedrich II. gab ihm dazu seine Erlaubnis.
Das Pfand muss aber vor 1448 wieder eingelöst worden sein, denn Kurfürst Friedrich II. verkaufte Schloss und Stadt Potsdam – vom Amt ist hier aber nicht die Rede – in diesem Jahr an seinen Kammermeister Georg von Waldenfels um 2.000 Rheinische Gulden auf Lebenszeit. Er behielt sich jedoch die Wiedereinlösung nach dem Tod seines Kammermeisters vor. 1449 verlieh Kurfürst Friedrich II. der Frau seines Kammermeisters, namens Else, ein Leibgedinge für den Fall, dass ihr Mann vor ihr sterben würde, bestehend aus Hebungen aus dem Zoll, der Heide und der Hakenmühle bei Potsdam sowie Zinsen aus Neuendorf bei Potsdam. 1451 verlehnte Kurfürst Friedrich II. nach dem Tod der Elisabeth Gutspechtin und ihres Mannes Matthäus Bötzow auch das Wehr zu Potsdam an Georg von Waldenfels. Er erhielt außerdem noch die Wasserzinsen und Aalfänge zu Potsdam, die zuvor Bernd Reiche (Ricken) hatte. 1452 erhielt Else, die Frau des Kammerrates Georg von Waldenfels, die Dörfer Rinow und Herbersdorf im Ländchen Bärwalde sowie die Wasserzinsen zu Potsdam, musste aber dagegen auf das oben angegebene Leibgedinge verzichten. 1455 bestätigte er der Stadt Potsdam ihre Gerechtigkeiten, Privilegien und alten Gewohnheiten und mit besonderer Bestätigung des Rechts auf Brückenzoll.
1456 verpfändete Friedrich II. das Amt Potsdam mit der Stadt und dem Schloss Potsdam, dem Kietz und seinen Zinsen, den Zins für die Wehre, den Wasserzins, das Dorf Neuendorf bei Potsdam mit seiner Zugehörde, mit der Hakenmühle und der Windmühle vor Potsdam an Achim von Hake und setzte ihn als Amtmann und Vogt ein (… sal daselbs auch unnser Amptmann und Voyt sein …). Er erhielt aber nur einen Teil der Einnahmen. Die übrigen Einnahmen musste er nach Abzug der Unterhaltskosten für das Schloss und die Verwaltung an den Kurfürsten abliefern. Damit unterscheidet sich diese Verpfändung deutlich von den früheren Verpfändungen. 1461 trat Achym Hack zu Postamp als Zeuge in einer Urkunde des Markgrafen Friedrich II. von Brandenburg auf.
Bald darauf muss das Amt Potsdam wieder eingelöst worden sein, denn 1463 verpfändete Kurfürst Friedrich II. das Schloss Potsdam an Bischof Dietrich von Brandenburg um 2.000 Gulden. Und schon 1466 wurden Schloss, Städtchen und Amt Potsdam erneut für 2000 Gulden verpfändet, dieses Mal an Heinrich von Zabeltitz, Heinrich von Krakow und Mauricius, Hans und Claws von Schönow sowie deren Vetter Claws von Schönow.
1486 waren der Magdeburger Domherr Moritz von Schönow und sein Bruder Claus im alleinigen Pfandbesitz von Schloss und Amt Potsdam. Ihnen wurde der Besitz auf Lebenszeit zugesichert, doch mussten sie das Schloss in gutem baulichen Zustand halten.
Die nächste Verpfändung erfolgte 1493, als Kurfürst Johann Schloss und Stadt Potsdam an seinen Hausvogt Hans Niebete auf Wiederkauf verkaufte.

### Das Amt Potsdam in der Frühen Neuzeit
1505 war Dietrich (von) Flanß Pfandbesitzer und Amtmann in Potsdam. 1515 löste Kurfürst Joachim I. das Amt Potsdam aus und setzte Sigmund Weyer als seinen Vogt auf dem Schloss ein.
1520 erhielt Elisabeth, die Frau des Kurfürsten Joachim I. Schloss und Amt Potsdam als Leibgedinge.
1543 verkaufte Kurfürst Joachim II. das Amt Potsdam an Caspar von Köckeritz auf Wiederkauf.
Unter Kurfürst Joachim Friedrich (1598–1608) erhielt seine Frau Katharina (1549–1602) die Ämter Potsdam und Saarmund als Leibgedinge. Das Amt Potsdam blieb nun im landesherrlichen Besitz. Der Große Kurfürst Friedrich Wilhelm (1640–1688) verlegte 1663 den Amtssitz vom Schloss Potsdam nach Bornim.
1722 wurde dem Amt Potsdam die Gerichtsbarkeit über den Kietz von Potsdam entzogen.

## Das Amt Potsdam mit Amtssitz Bornim
Der Amtssitz war seit 1774 in Bornim. Nach Büsching verwaltete das Amt 1775 11 Vorwerke und 12 Dörfer. Fünf Vorwerke waren in Zeitpacht, fünf Vorwerke in Erbpacht und ein Vorwerk an Kolonisten vergeben.
Um 1800 lag das Amt Potsdam auf drei Kreise verteilt. 1817 hatte das Amt Potsdam 3964 Einwohner.

## Zugehörige Ortschaften
Nach Friedrich Wilhelm Bratring (1801) und dem Ortschaftsverzeichnis des Bezirks Potsdam von 1817 gehörten zum Amt Potsdam folgende Ortschaften (i. w. S.):
- Albrechts Teerofen. 1680 ist erstmals ein Teerbrenner an der Lokalität erwähnt. Um 1700 durfte er auch Amtsbier ausschenken (also nicht selber brauen). 1761 baute Christian Friedrich Albrecht den eingegangenen Teerofen neu auf.
- Babelsberg. (1841: Babertsberg und Babertsmühle, Schloss, Fabrik und Mühle, zu Neuendorf gehörig, Prinzl. Lustschloss und Pappefabrik),[36] um/vor 1801 neu auf dem Amtsgebiet angelegt
- Baumgartenbrück (1801: Krug). Der Krug wurde 1680 erstmals erwähnt und gehörte damals schon zum Amt Potsdam.
- Bergholz. Otto von Schwerin verkaufte das Dorf 1662 an den Kurfürsten, der das Dorf dem Amt Potsdam zur Verwaltung übergab.[37]
- Bleiche (Etablissement, zu Caputh gehörig). Um 1775 auf dem Amtsgebiet neu angelegt. Lage unklar, im Schmettauschen Kartenwerk an der Stelle von Templin verzeichnet. In späteren Kartenwerken (z. B. Urmesstischblatt 3644 Potsdam von 1835) erscheint dort nur noch der Name Templin.
- Bornim. 1657 kaufte der Große Kurfürst den Anteil der von der Groeben. 1660 erwarb er auch den Anteil des Hans Friedrich von Hake. Seit 1844 Kronfideikommiss
- Bornstedt (Amtssitz). Am 29. September 1669 kaufte der Große Kurfürst das Dorf Bornstedt von Magdalene von der Gröben zum Amt Potsdam. 1734 übertrug der Friedrich Wilhelm I. Bornstedt und Grube an das Große Militärwaisenhaus in Potsdam und bildete daraus das Amt Bornstedt. 1826 wurde das Amt Bornstedt wieder mit dem Amt Potsdam vereinigt.
- Neu-Bornstedt. Das Große Militärwaisenhaus in Potsdam bildete daraus das Amt Bornstedt. 1826 wurde das Amt Bornstedt wieder mit dem Amt Potsdam vereinigt.
- Neu-Bornstedt. Die Büdnerkolonie wurde 1843 gegründet, ist dann in Bornstedt aufgegangen.
- Buchholz (bei Treuenbrietzen). 1680 kaufte der Große Kurfürst das Dorf von den von der Groeben und wies den Ort dem Amt Potsdam zur Verwaltung zu. 1819 wurde Buchholz dem Amt Saarmund überwiesen. 1826 kam Buchholz zusammen mit dem restlichen Amt Saarmund wieder zum Amt Potsdam.
- Burgfischerei. Ehemalige Wassermühle und Fischerhaus. Gehörte ursprünglich zum Amt Saarmund und wurde noch vor 1817 an das Amt Potsdam überwiesen.
- Caputh. Das Dorf erwarb der Große Kurfürst 1671 von Philip de Chiese im Tausch gegen Ländereien um Tilsit.[38]
- Charlottenau. 1852 auf dem Amtsgebiet neu angelegt, heute in Berlin-Zehlendorf aufgegangen.
- Drewitz. 1664 dem Otto von Schwerin abgekauft.
- Eiche. 1664 dem Heinrich Otto von Thymen abgekauft
- Einhaus. Einzelnes Haus vor 1816/19 auf dem Amtsgebiet angelegt (eingezeichnet in Decker-Karte von 1816/19)
- Eule (Etablissement). Einzelnes Gehöft, 1860 erstmals belegt, heute in Berlin-Wannsee aufgegangen.
- Entenfang. Das Etablissement wurde 1694 angelegt. 1839 abgebrannt, 1841 stark verändert wieder aufgebaut
- Fahrland. Gehörte von 1699 bis 1734 zum Amt Potsdam, danach Amt Fahrland
- Friedrichwilhelmsbrück, 1793 wurde hier ein Gasthaus auf dem Amtsgebiet angelegt, heute in Berlin-Wannsee aufgegangen
- Gallin. Ursprünglich eine Wiese im Besitz des Klosters Lehnin, kam diese 1542 nach der Säkularisierung des Klosters in Adelsbesitz. 1650 kaufte sie der Große Kurfürst von denen von Schlabrendorf und wies sie dem Amt Potsdam zu. 1685/86 wurde die Feldmark mit schweizerischen Familien besiedelt. 1746 wurde Gallin an das Amt Bornstedt abgetreten. 1826 wurde das Amt Bornstedt mit dem Amt Potsdam vereinigt.
- Gallun. Bis 1729 gehörte das Vorwerk Gallun zum Amt Potsdam.[39] Nur wenig später wurde es der Herrschaft Königs Wusterhausen als eigenes Amt (Amt Gallun) unterstellt.
- Alt Geltow (Dorf und Vorwerk). 1663 kaufte der Große Kurfürst den Anteil von Joachim Otto von Hake am Dorf Geltow. Vermutlich etwa zur gleichen Zeit kaufte der Kurfürst auch den anderen Anteil Geltows von Hans Sigismund von Hake und wies das Dorf an das Amt Potsdam zur Verwaltung. 1747 bekam das Große Militärwaisenhaus das Dorf Geltow als Entschädigung für Grundstücke, die es zum Bau der Schlösser in Potsdam abtreten musste.
- Neu Geltow (Kolonie). Die Kolonie wurde 1776/78 auf dem Amtsgebiet angelegt.
- Klein Glienicke (Schloss, Koloniedorf und Gut). Anfang 1680 dem Joachim Ernst von Schlabrendorf abgekauft. Der Kurfürst baute dort ein Schloss und siedelte einige Kolonisten an.
- Glindow. Der Ort gehörte von 1572 bis 1809 zum Amt Lehnin, wurde dann an das Amt Potsdam überwiesen
- Göttin. Gehörte von 1542 bis 1809 zum Amt Lehnin, wurde dann an das Amt Potsdam überwiesen
- Golm. Zwischen 1662 und 1664 von Hans Erdmann und Heinrich Otto von Thymen sowie Baltzer Ernst von der Groeben angekauft.
- Alt Grube. Das Kirchlehen in Grube gehörte ursprünglich dem Benediktinerinnenkloster Spandau, nach dessen Säkularisierung 1541 zum Klosteramt Spandau, das mit dem Schlossamt Spandau zum Amt Spandau vereinigt wurde. Das Dorf selber war in Adelsbesitz. 1660 kaufte der Große Kurfürst das Dorf Grube von Kaspar Joachim von Falke und überwies es dem Amt Potsdam zur Verwaltung. Auch das Kirchlehen wurde nun vom Amt Spandau auf das Amt Potsdam übertragen. 1734 erhielt das Große Militärwaisenhaus Grube zusammen mit Bornstedt. Es gehörte nun zum Amt Bornstedt.
- Neu Grube. Die Kolonie wurde 1776/1778 auf dem Amtsgebiet aufgebaut, später in Grube aufgegangen.
- Pirschheide. Das Vorwerk wurde 1660 zusammen mit Bornim dem Wolf Rudolf von Hake abgekauft und dem Amt Potsdam zur Verwaltung übergeben. 1746 wurde es an das Waisenhaus überwiesen. Der nördliche Teil des Waldgebiets Pirschheide wurde 1841/1842 zum Wildpark hinzu genommen.
- Grüne Heide (Forsthaus zu Drewitz gehörig). 1801 erstmals ein Jägerhaus erwähnt, dann lange Zeit nur Forsthaus, heute in Steinstücken aufgegangen
- Jagdschloss Grunewald. 1542/1543 erbaut, 1705/1708 umgebaut.[40]
- Gütergotz (Dorf und Vorwerk). zunächst nur die Dienste von 10 Hüfnern, ab 1721 Ober- und Untergericht, Pacht, Zins und Krugzins zum Amt Potsdam gekauft, nach 1800 wieder abgestoßen und in Adelsbesitz. Die Hüfnerdienste im 19. Jahrhundert abgelöst.
- Hakemühle. Unter Kurfürst Johann Georg (1571–1598) errichtete das Amt beim Hakedamm ein Vorwerk, das im Dreißigjährigen Krieg wieder einging. 1678 wurde in der Nähe der Hakemühle auf Amtsgebiet eine Glashütte angelegt, die 1736 nach Zechliner Hütte verlegt wurde.
- Hopfenkrug (Haus). In Bornstedt aufgegangen
- Jägerhof. Königliches Jagdetablissement, 1828 von Prinz Carl angelegt.
- Kohlhasenbrück (Krug). 1680 stand hier ein Teerofen, 1743 ist erstmals der Krug belegt.
- Landjägerei. Um 1817 so genannt, seit spätestens 1835 Forsthaus Plantagenhaus genannt[41]
- Neu Langerwisch. Kam 1671 zum Amt Potsdam. Das Amtsvorwerk wurde vererbpachtet und 1837 in ein landtagsfähiges Rittergut umgewandelt. Alt Langerwisch wurde vom Amt Saarmund verwaltet und kam erst 1826 zum Amt Potsdam.
- Leest. Gehörte von 1542 bis 1809 zum Amt Lehnin, dann an das Amt Potsdam überwiesen
- Schloss Lindstedt. 1775 wurde hier ein Försterhaus vom Hasenheger Lindstedt erbaut. 1859/60 Schloss Lindstedt im Stil einer römischen Villa errichtet
- Löcknitz (Ziegelei). 1777 ist erstmals die Ziegelei belegt, heute Wohnplatz im Ortsteil Petzow der Stadt Werder (Havel).
- Maulbeerplantage, Heidewärterhaus. Zu Caputh gehörig, nicht lokalisiert
- Nattwerder (oder Vierhäuser). 1685 wurde eine Kolonie von anfangs 14 Schweizer Familien angelegt, später nur noch vier Kolonisten (Name: Vierhäuser!)
- Neuendorf (1801: Dorf). Wohl ursprüngliches Zubehör zur Vogtei/Amt Potsdam, jedenfalls schon vor 1426 im Besitz der Vogtei Potsdam
- Neu-Bornim. 1800 auf dem Amtsgebiet errichtet, in Bornim aufgegangen
- Nikolskoe. 1819 wurde hier zunächst ein Blockhaus angelegt, seit 1834 erfolgte der Bau der Kirche St. Peter und Paul. Später auch Bau eines Schulhauses und eines Ausflugslokals
- Nudow. Ab 1662 standen dem Amt Potsdam das Ober- und Untergericht, das Patronat und die meisten Abgaben zu. Wagendienste, Bede, Abgaben von 6 Leuten sowie die Bauerndienste standen dem Amt Saarmund zu. Diese letzteren Rechte kamen Anfang des 19. Jahrhunderts an das Amt Potsdam.
- Petzow. Der Ort gehörte von 1542 bis 1809 zum Amt Lehnin, dann zum Amt Potsdam
- Pfaueninsel (königliches Lustschloss). Die Pfaueninsel gehörte bis 1704 zum Amt Spandau, dann zum Amt Potsdam[42]
- Phöben. Der Ort gehörte von 1542 bis 1819 zum Amt Lehnin, dann zum Amt Potsdam. 1845 an von Kaehne verkauft
- Pirschheide (Vorwerk). 1663 vom Großen Kurfürsten erworben und dem Amt Potsdam zur Verwaltung übergeben, wurde 1842/43 abgerissen, Areal im Wildpark Potsdam aufgegangen
- Rehbrücke. Hier wurde um/vor 1745 ein kleines Vorwerk errichtet, später Villenkolonie, heute in Bergholz-Rehbrücke aufgegangen
- Schönow. Gericht und Dienste standen dem Amt Potsdam zu, Rittergut in Adelsbesitz, 1850 parzelliert[43]
- Jagdschloss Stern. 1714 ein Jagd- und ein Försterhaus errichtet, 1731/32 Neubau des Jagdschlosses Stern
- Stöckerhaus. 1743 kaufte Peter Stäcker ein Forsthaus, das in der weiteren Folge Stöckerhaus genannt wurde
- Stolpe (Dorf und Teerofen), das Dorf war bis zur Reformation im Besitz des Bischofs von Brandenburg, nach der Reformation wurde Zinsen und Pächte vom Amt Ziesar erhoben. Daneben gingen auch einige Abgaben an das Amt Potsdam. Seit Ende des 17. Jahrhunderts wurde alle Abgaben vom Amt Potsdam eingezogen.
- Templin (Etablissement). 1801 stand hier das Haus eines Gärtners auf Amtsgebiet.
- Alt Töplitz, 1809 vom Amt Lehnin an das Amt Potsdam überwiesen
- Neu Töplitz, 1809 vom Amt Lehnin an das Amt Potsdam überwiesen
- Tornow bei Potsdam (Etablissement). 1767 wurde hier eine Englische Lederfabrik auf dem Amtsgebiet eingerichtet.

1826 wurde das Amt Saarmund an das Amt Potsdam angeschlossen. Damit kamen folgende Dörfer und Besitzanteile an das Amt Potsdam:
- Ahrensdorf, Bergholz, Birkhorst, Buchholz, Buchholzer Mühle, Brachwitz, Burgfischerei, Deutsch Bork, Elsholz, Fahlhorst, Flottstelle, Fresdorf, Kähnsdorf, Körzin (nur Abgaben von einem Bauern und einem Kossäten), Kunersdorf, Alt Langerwisch (kleinere Abgaben in Adelsbesitz), Lühsdorf, Ober- und Niederlienewitz, Michendorf (die Abgaben einiger Hufen gingen an adlige Familien der näheren Umgebung), Nudow (nur Wagendienste und Bede), Obernichel, Unternichel, Niebel, Niebelhorst, Philippsthal, Reesdorf, Rieben, Saarmund. Salzbrunn, Schäpe, „Schenkendorf“ (1938 umbenannt in Schenkenhorst), Schlalach, Schlunkendorf, Schmerberg, Seddin, Sputendorf, Stücken (nur Wassermühle und Hebungen von einem Bauern und einem Kossäten), Tremsdorf, Wildenbruch, Wittbrietzen und Zauchwitz

Mit Einführung der Kreisordnung vom 13. Dezember 1872 wurde das Amt Potsdam aufgelöst.

## Amtsleute
- 1470 Heinrich Kracko, Vogt[45]
- 1486 Claus von Schönow, Hauptmann in Potsdam[46]
- 1505 bis 1515 Dietrich (von) Flans, Hauptmann[30][32]
- (ab 1515 Sigmund Weyher, Schlossvogt)[32]
- 1537 Achim von Falkenhagen, Amtmann zu Potsdam[47]
- 1543, 1547, 1550 Caspar von Köckritz, Amtmann zu Potsdam[48]
- 1562 Bernhard Spiegel, Amtmann zu Potsdam[49]
- 1598 Katharina, Frau des Kurfürsten Joachim Friedrichs
- bis 1666 (†) Johann Georg von Ribbeck, Oberhauptmann zu Spandau und Hauptmann zu Potsdam und Saarmund[50]
- bis 1678 (†) Hans Friedrich von Oppen, Oberjägermeister, Kammerherr und Hauptmann der Ämter Potsdam und Saarmund[50]
- ab 1716 Martin Plümicke, Oberamtmann, bisher Kornschreiber
- 1739 bis 1760 (†) Amtmann Friedrich Wilhelm Plümicke, der Sohn des obigen Martin Plümicke[35] ab 1759 Amtsrat
- ab 1760 bis 1770 (†) Amtmann Lentz[51]
- ab 1771 bis 1799 Johann Friedrich Wilhelm Hart, Oberamtmann, später Amtsrat[52]
- 1801 bis 1813 August Kähne-Petzow, übernahm die Generalpacht der Ämter Potsdam und Bornstedt, Carl Kähne-Petzow Oberamtmann und Mitbeamter der Ämter Potsdam und Bornstedt[53][54]
- 1818 bis 1824 Müller, Beamter und Rentbeamter[55][56]
- 1832 bis 1844 (Potsdam, Bornstedt und Saarmund) Busse, Rentbeamter in Potsdam[57][58]
- 1845 bis 1851 (†) Müller, ad interim[59][60]
- 1851 bis 1859 Wenner, kommissarisch[61]
- 1861 bis 1868 C. A. Kotzte, Domänenrentmeister[62][63]

## Sekundärliteratur
- Albert Bethge: Der Bornstedter Friedhof. In: Mittheilungen des Vereins für die Geschichte Potsdams, 5, Potsdam 1872, S. 319. u. S. 305–350.
- Adolf Friedrich August von Rochow-Stülpe: Nachrichten zur Geschichte des Geschlechts derer von Rochow und ihrer Besitzungen, Ernst und Korn, Berlin 1861, S. 22. Online, S. 23. Online, S. 24. Online, S. 25. Online, u. Beilage 56: Wichard von Rochow und seine Gemahlin Ilse bekunden, daß Ihnen Schloß, Stadt und Kietz Potsdam von dem Markgrafen Wilhelm von Meißen verpfändet sind, am 6. Januar 1400. (diglib.hab.de)